# Flexity 2
De Flexity 2 is een type lagevloertram van de fabrikant Bombardier Transportation.
De gelede tramstellen zijn geleverd als vijf- en zevendelige tweerichtingsvoertuigen. 

## Inzet
- De eerste 16 exemplaren gebouwd van het tramtype werden van 2010 tot 2012 geleverd aan lanceringsklant Blackpool Transport voor inzet op de Blackpool Tramway in Blackpool. De vijfdelige tramstellen hebben een lengte van 32,23 m en een breedte van 2,65 m en rijden op spoorbreedte van normaalspoor (1435 mm).
- Een reeks van 14 trams gebouwd tussen 2013 en 2014 werd geleverd aan G:link in Australië voor inzet aan de Gold Coast. De zevendelige tramstellen hebben een lengte van 43,5 m en een breedte van 2,65 m en rijden op spoorbreedte van normaalspoor.
- Het Zwitserse Basler Verkehrs-Betriebe ontvangt tussen 2014 en 2017 zestig Flexity 2 trams voor inzet in het stadsnet van het Bazel. Het gaat om een gemengde bestelling van vijf- en zevendelige trams, die respectievelijk 31,8 en 43,2 m lang zijn, met een breedte van 2,3 m en rijden op de smallere spoorbreedte van meterspoor (1000 mm).
- De Vlaamse Vervoermaatschappij De Lijn kreeg vanaf midden december 2014 tot in 2015 48 trams geleverd, 28 vijfdelige en 20 zevendelige trams voor gebruik in het stadstramnet van Antwerpen en Gent. De stellen hebben een lengte van respectievelijk 31,4 en 42,7 m en een breedte van 2,3 m en rijden op meterspoor. Een bijkomende aankoopoptie van 10 kortere en 30 langere trams was voorzien, en werd in 2015 gelicht. In Vlaanderen worden deze reeks van in totaal 88 trams aangeduid met de serienaam Albatros.[1]
- Voor de nieuwe stad van het Chinese Suzhou werden in 2015 18 vijfdelige stellen besteld met een lengte van 31,8 m en een breedte van 2,65 m, rijdend op spoorbreedte van normaalspoor.

## Galerij

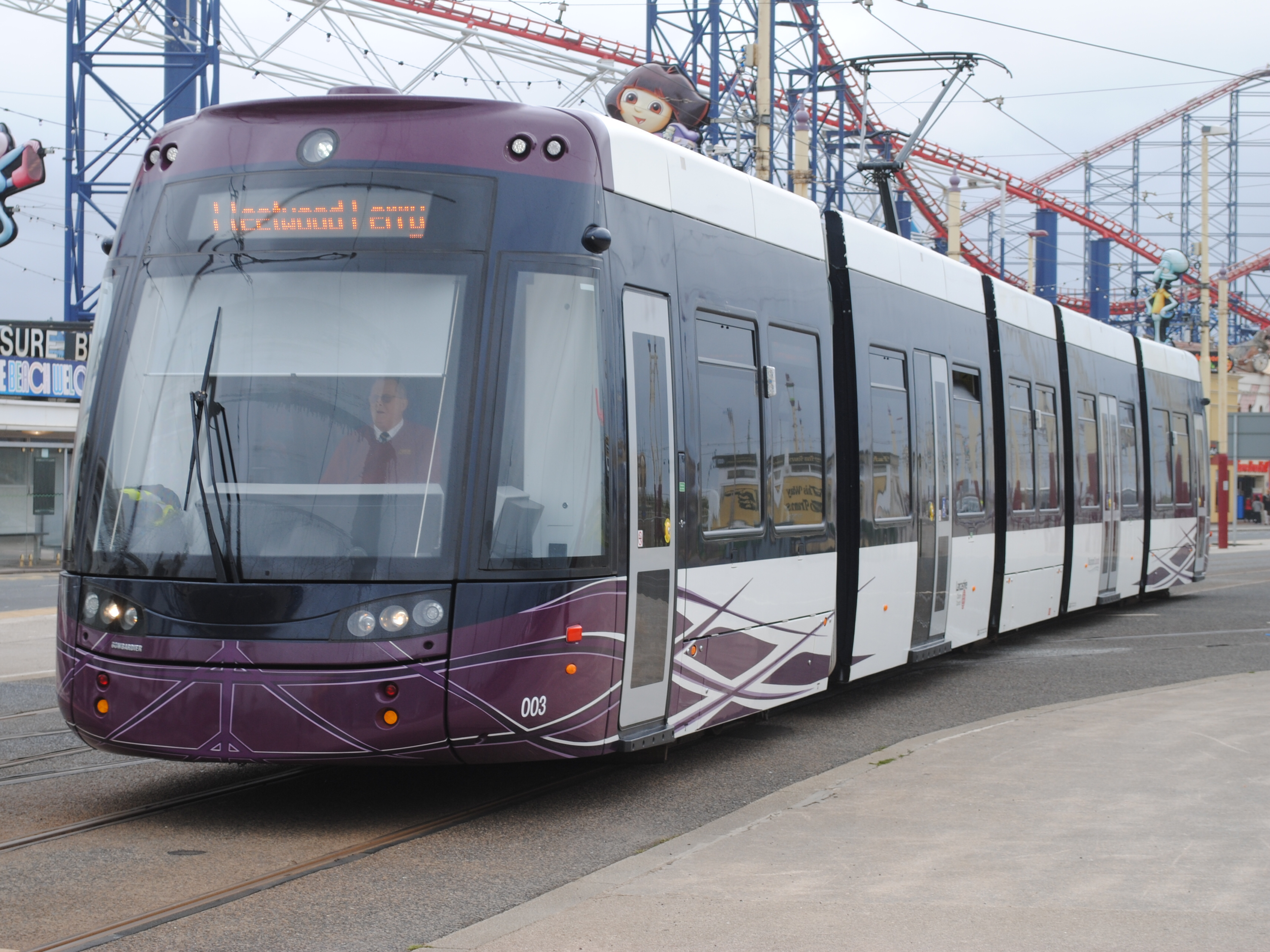
Een Flexity 2 in het Engelse Blackpool
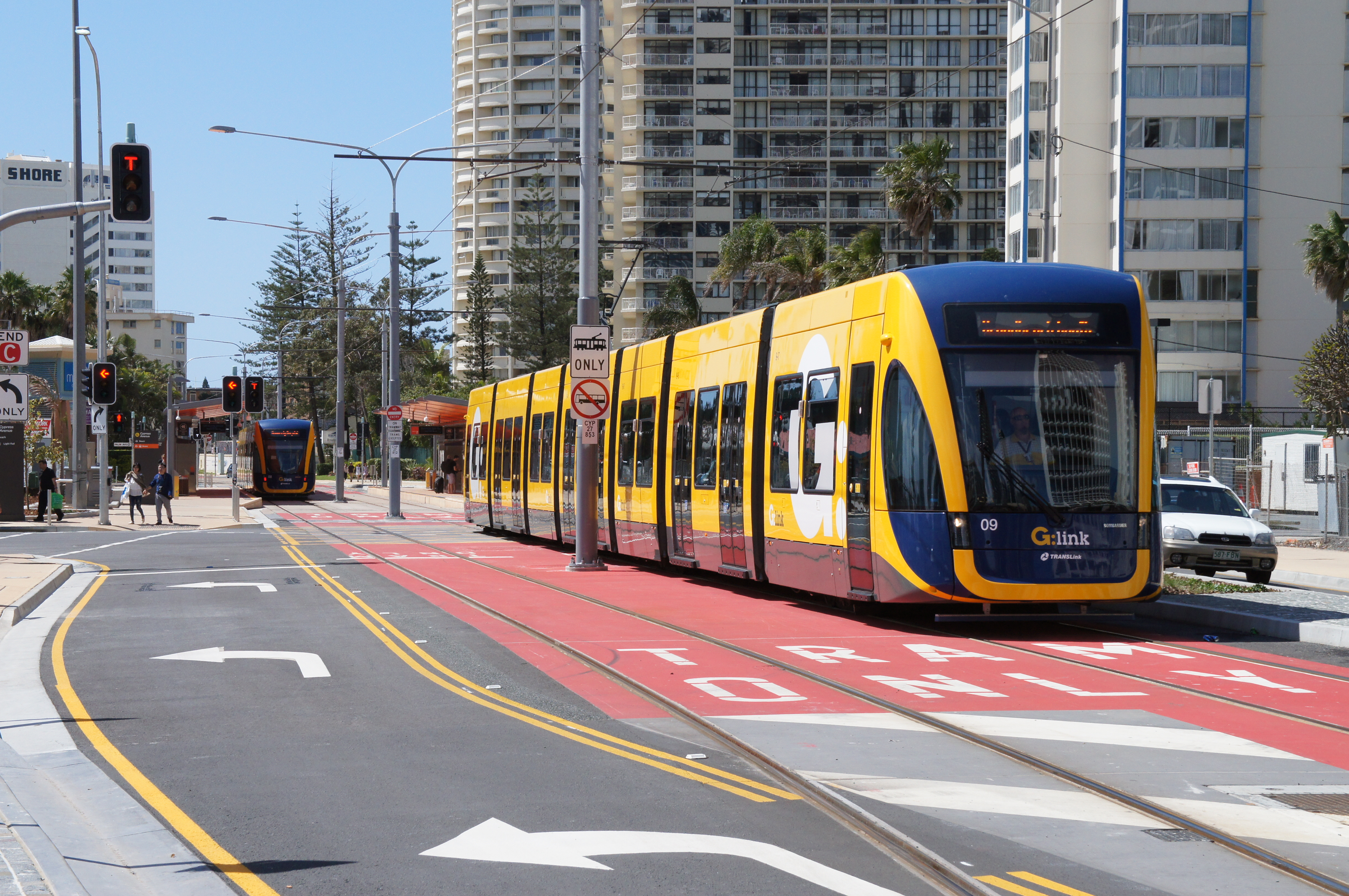
Een Flexity 2 aan de Australische Gold Coast
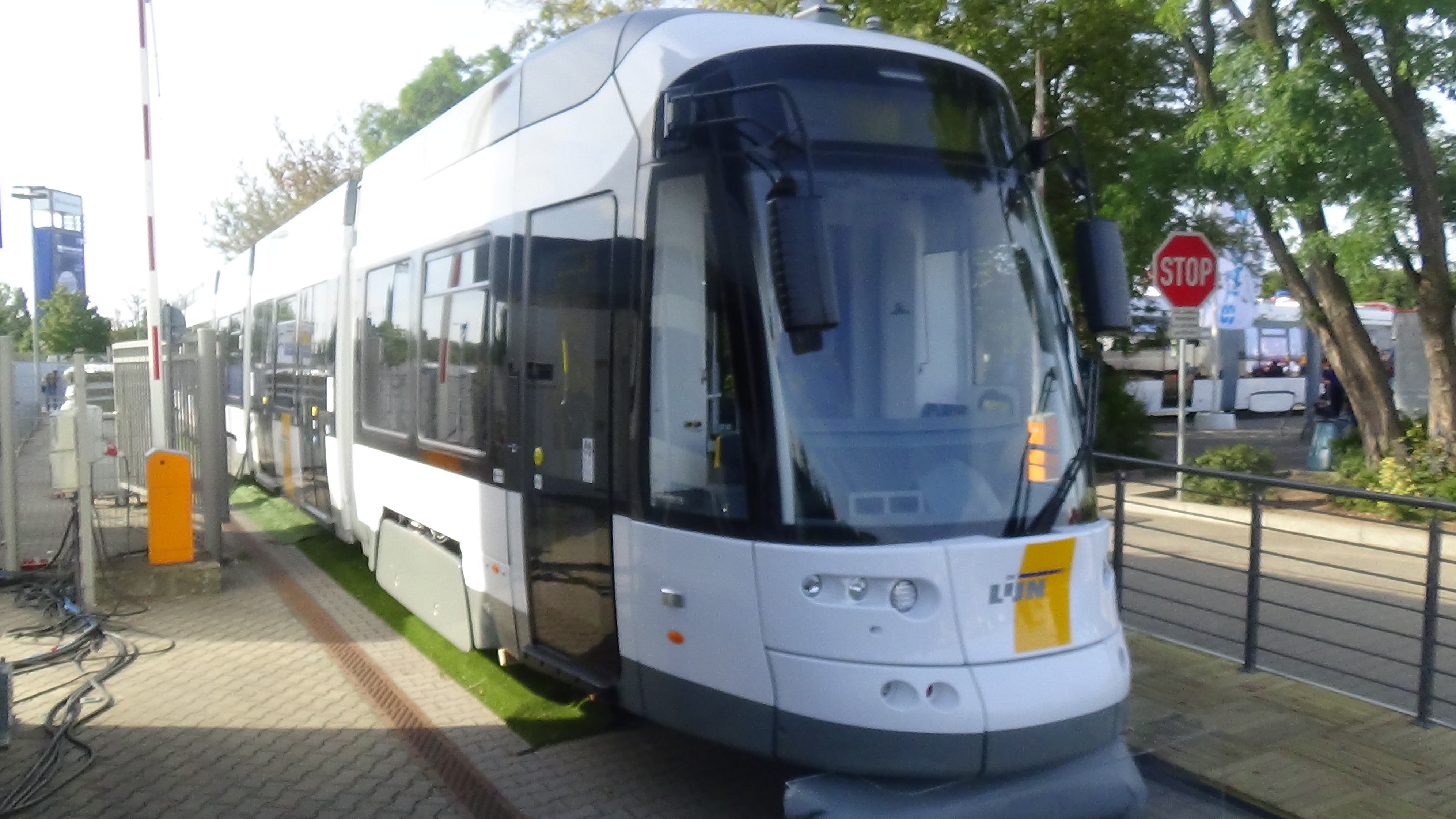
Een van de eerste 2 Flexity 2 stellen voor De Lijn.
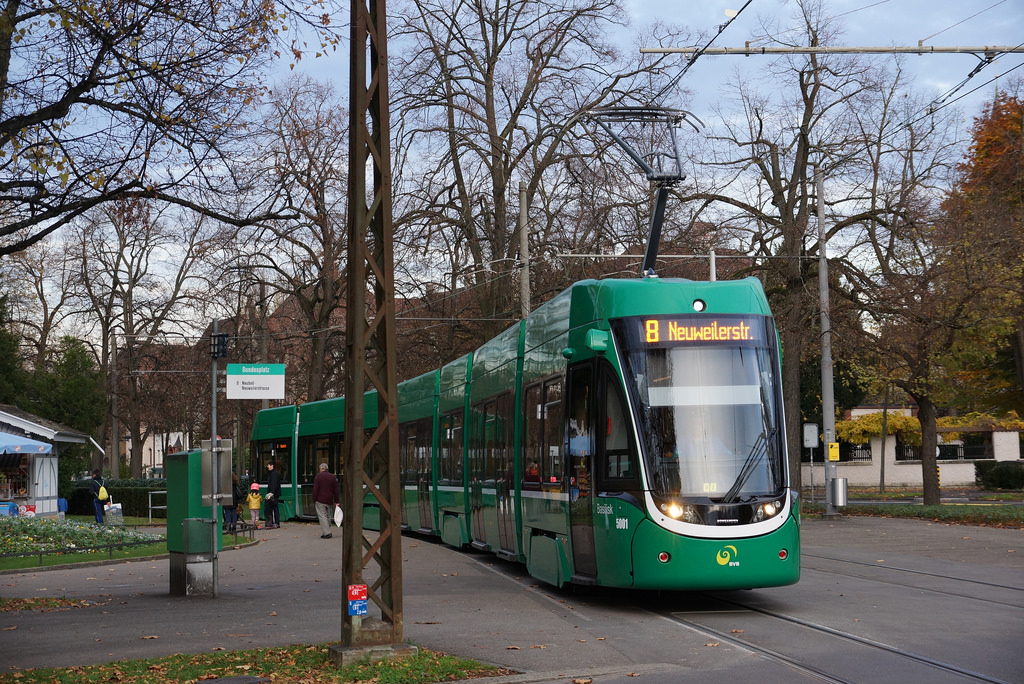
Een Flexity 2 in Bazel, Zwitserland
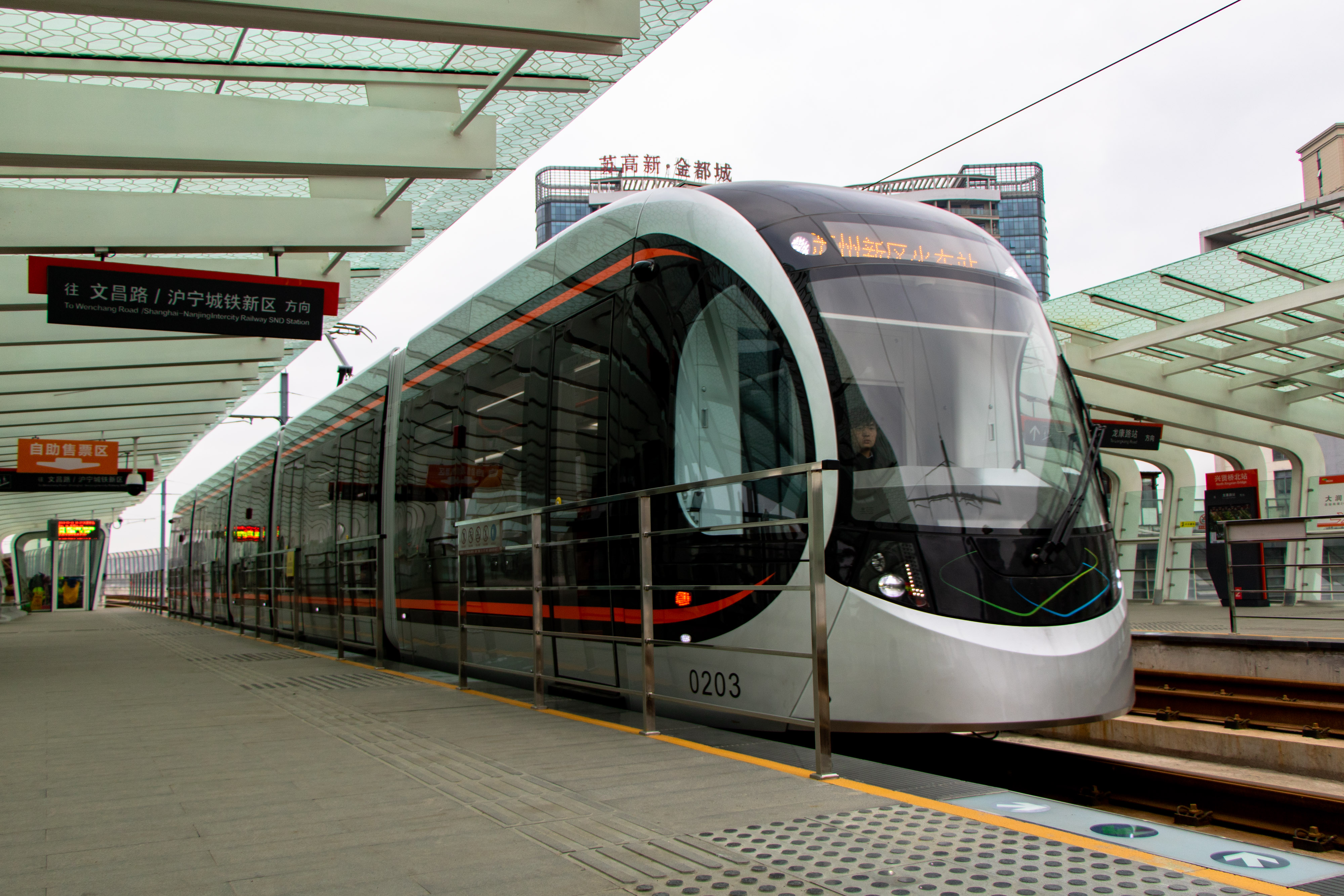
Een Flexity 2 in Suzhou, China